# Edward FitzGerald (aristócrata)
Edward FitzGerald, séptimo duque de Leinster (6 de mayo de 1892 – Londres, Inglaterra, 8 de marzo de 1976), fue un miembro principal de la nobleza de Irlanda, perteneciente a la familia más poderosa del país. Era amigo personal de Eduardo VIII del Reino Unido y se rumoreó que fue uno de los amantes de Wallis Simpson. 
Debido a su adicción al juego quedó en bancarrota y años después se suicidó con una sobredosis de barbitúricos. Junto al ducado de Leinster, heredó también los títulos de cuarto barón Kildare, duodécimo barón Offaly, séptimo marqués de Kildare, séptimo conde de Offaly, vigésimo sexto conde de Kildare y séptimo vizconde Leinster de Taplow. 

## Vida
Edward FitzGerald nació el 6 de mayo de 1892, sus padres eran Gerald FitzGerald, quinto duque de Leinster y Lady Hermione Wilhelmina Duncombe. Tenía dos hermanos mayores Maurice y Desmond. Realizó sus estudios en Eton. En su juventud ingresó a la milicia y estuvo en el 8º Batallón de Servicios del regimiento de West Riding. Participó en la Primera Guerra Mundial y luego formó parte de los Guardias Irlandeses donde alcanzó el rango de teniente. Más adelante también lucharía en la Segunda Guerra Mundial.
Como era el tercer hijo del duque, sus posibilidades de obtener el ducado eran escasas, sin embargo lo heredó inesperadamente en 1922, tras la muerte de su hermano mayor, Maurice FitzGerald VI, duque de Leinster, que murió en un hospital psiquiátrico sin descendencia. Desmond supuestamente había muerto en combate en 1916. Junto al ducado de Leinster (el más alto rango de nobleza en Irlanda), heredó también los títulos de cuarto barón Kildare, duodécimo barón Offaly, séptimo marqués de Kildare, séptimo conde de Offaly, vigésimo sexto conde de Kildare y séptimo vizconde Leinster de Taplow; además del derecho a ocupar un sitio en la Cámara de los Lores, el cual no reclamó hasta 1975.
Era amigo personal de Eduardo VIII del Reino Unido y se rumoreó que fue uno de los amantes de Wallis Simpson. Como era adicto al juego, había vendido sus posibles derechos de reversión de la sede ancestral de la familia, Carlton House, cerca de Maynooth en el condado de Kildare, ya que no esperaba heredar la propiedad y el título.
En 1936, Leinster testificó en una audiencia de bancarrota que había viajado a los Estados Unidos en 1928 para encontrar una heredera con quien casarse y que durante su viaje "se entretuvo generosamente con dinero prestado en un esfuerzo por encontrar una esposa estadounidense que pagara sus deudas". Dos herederas parecían estar interesadas, pero ambas finalmente se negaron a convertirse en duquesas de Leinster.
Se trasladó a Inglaterra y al final de sus días terminó viviendo en un humilde apartamento en Pimlico. Se suicidó en 1976 con una sobredosis de barbitúricos (pentobarbital).

### Matrimonios, relaciones e hijos
FitzGerald se casó cuatro veces:
- Primero el 12 de junio de 1913, con una corista llamada May Etheridge, de la que se divorció en 1930. Con ella tuvo un hijo (que heredó los títulos nobiliarios), Gerald FitzGerald, octavo duque de Leinster.
- En segundo lugar contrajo matrimonio con Raffaella Kennedy el 1 de diciembre de 1932 y se divorciaron en 1946.
- El 11 de marzo de ese mismo año se casó con Jessie Smither, que era exesposa de John Yarde-Buller, tercer barón Churston, de quien también se divorció.
- Por último se casó con Vivien Irene Felton en 1965. No tuvo hijos con sus tres últimas esposas, pero tuvo uno ilegítimo con Yvonne Probyn, Adrian Dighton Desmond FitzGerald nacido en 1952.[1]

El duque tuvo un hijo ilegítimo de Yvonne Denison Percy Probyn (más tarde conocida como Yvonne FitzGerald), hija del coronel J. Percy Probyn:
- Adrian Dighton Desmond FitzGerald (nacido en 1952), que se casó dos veces. Sus esposas e hijos fueron:
  - Colleen Theresa Cross, casada en 1972, divorciada en 1975. Tuvieron un hijo:
    - Kirsty FitzGerald (nacido en 1973), esposa de Andrew Keetch.

  - Linda Jane Harris Clark, casada en 1982, divorciada en 1992.